# Grabeńszczyzna
Grabeńszczyzna – jezioro w gminie Bakałarzewo, w powiecie suwalskim, w woj. podlaskim. Maksymalna głębokość wynosi 20,6 m. Jego powierzchnia to 10,5 ha. Jest to jezioro wytopiskowe.